# Верхні Орішники
Ве́рхні Орі́шники (до 1948 року — Юкари́-Финдикли́, крим. Yuqarı Fındıqlı, «Верхні Финдикли») — село в Україні, у Білогірському районі Автономної Республіки Крим.
Підпорядковане Зуйській селищній раді. Розташоване на заході району.
Відстань від райцентру до населеного пункта становить 25 кілометрів по прямій.

## Географія
Селом протікає річка Фундукли.